# アポイ岳

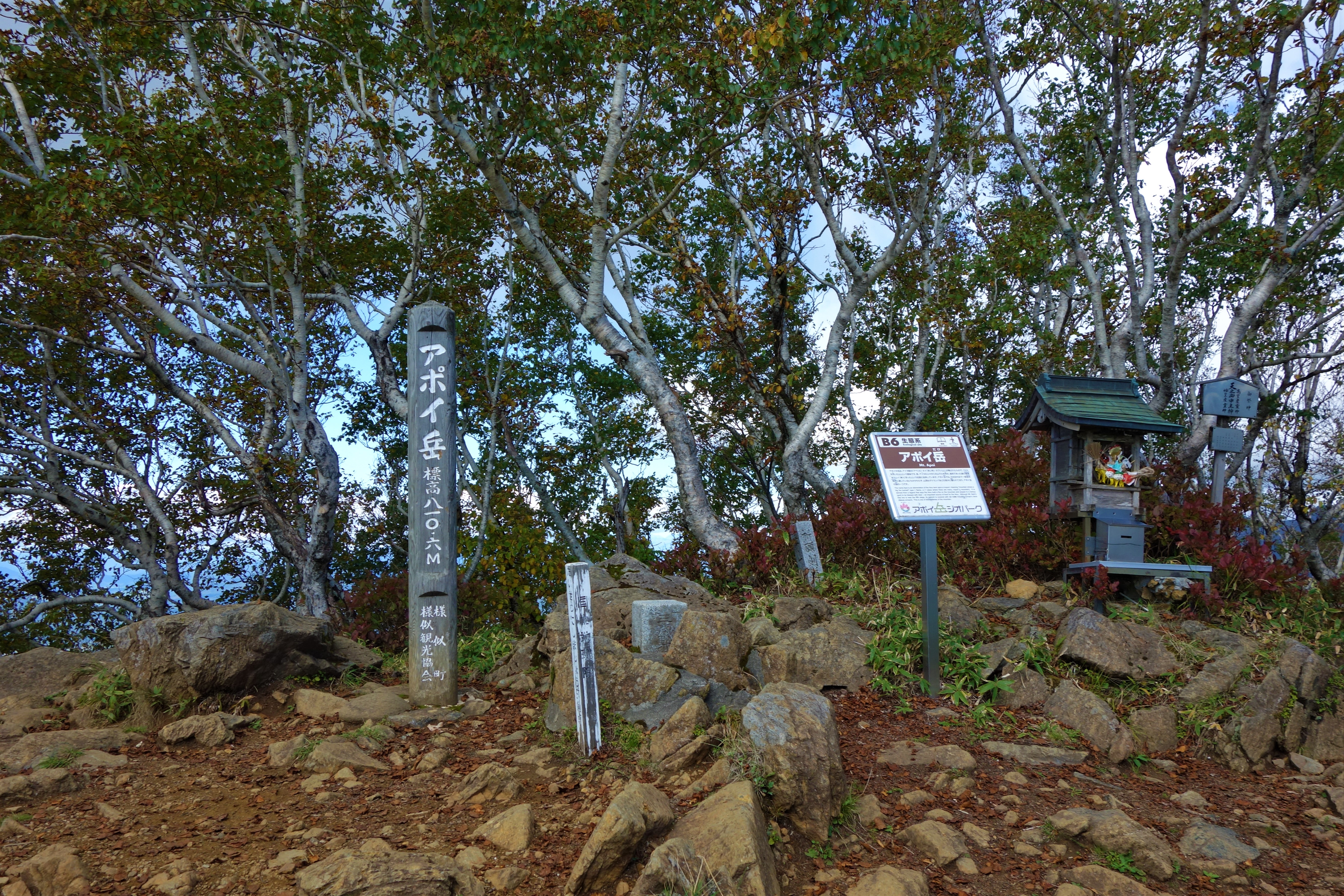
山頂

アポイ岳（アポイだけ）は、北海道様似郡様似町にある標高810.5 mの山である。日高山脈支稜線の西南端に位置し、一等三角点（点名「冬島」）が設置されている。
山が「幌満橄欖岩」と呼ばれるかんらん岩でできている特殊な岩体のため、標高の低さに比して森林が発達せず、蛇紋岩植物が生育する高山植物の宝庫となっている。1952年に高山植物帯が「アポイ岳高山植物群落」として国の特別天然記念物に指定された。1981年には日高山脈襟裳国定公園（現：日高山脈襟裳十勝国立公園）の特別保護区となった。「アポイ岳と高山植物群落」として日本の地質百選にも認定されているほか、花の百名山、新・花の百名山、北海道百名山にも選定されている。

## 植物・動物相
アポイ岳とその周辺は針広混交林で、冷温帯性のキタゴヨウと亜高山性のエゾアリマツの混生が見られるほか、高山植物やエゾナキウサギなどの分布が低い標高まで降下する一方、コゴメウツギやコナラなど数多くの温帯性植物の東限となるなど、北方系と温帯系の動植物が同居する奇妙な生態系をつくっており、生物多様性のホットスポットともなっている。特に、アポイ岳は810 mという低標高にもかかわらず約80種の高山植物が生育し、亜種・変種・品種を含む固有種は20種近くに及ぶなど、世界的に見てもきわめてまれなほど固有種が集中する地域である。この理由として、以下の点があげられる。
- アポイ岳のかんらん岩から作られた土壌は、ニッケルやマグネシウムなどの植物の生育を阻害する成分が多く含まれている上、かんらん岩は削られにくく土壌の堆積に時間がかかり、その土壌も風雨で移動しやすいために薄く、乾燥しやすく、栄養にも乏しいため、極相であるはずの針葉樹林の成立を阻んでいること
- 積雪量が少ないうえ強風にさらされるため土壌の凍結融解が起きやすく、植物の根が傷つけられたり斜面地の土壌が不安定になるなどする上、海に近く、主に夏場に海霧におおわれるため気温が低下するという気象条件により環境が高山に似たものになっていること
- アポイ岳は一度も海面下になることがなく陸地であったため誕生当時の植物群を保護してきた上、氷期に陸続きとなった大陸から南下してきた北方系の植物は温暖な間氷期に高山やアポイ岳などに逃げ込むなどしてアポイ岳に残ったり隔離した植物が、かんらん岩の特殊な土壌に適応していく過程で独自の進化を遂げたこと

ヒダカソウなどの固有種の存在が知られていたが、1990年代に大規模な盗掘があり植物相に大きなダメージが生じている。このことから地元ボランティアが盗掘の防止を呼び掛けるキャンペーンを行うなど監視活動を行っている。

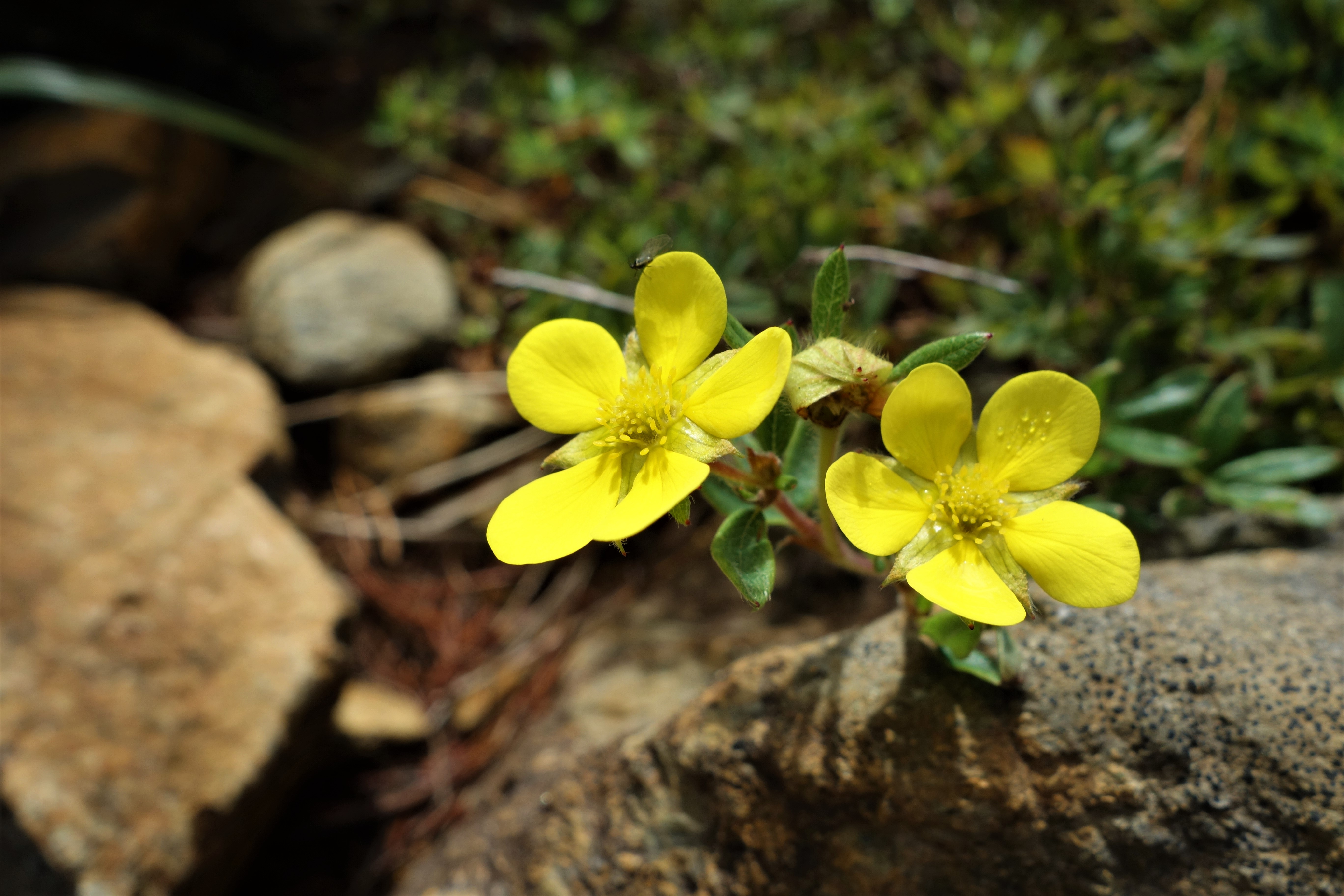
キンロバイ
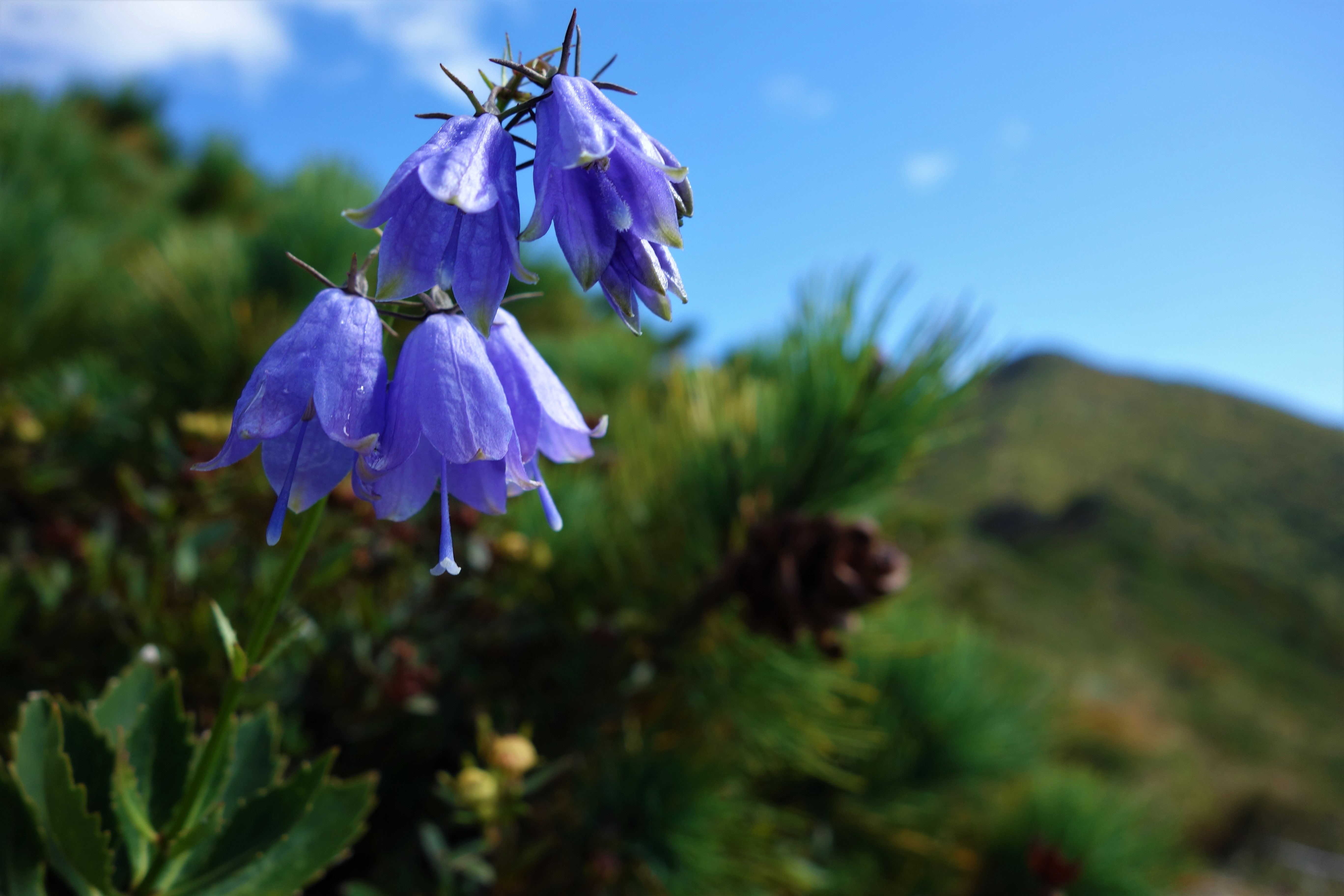
ハクサンシャジン
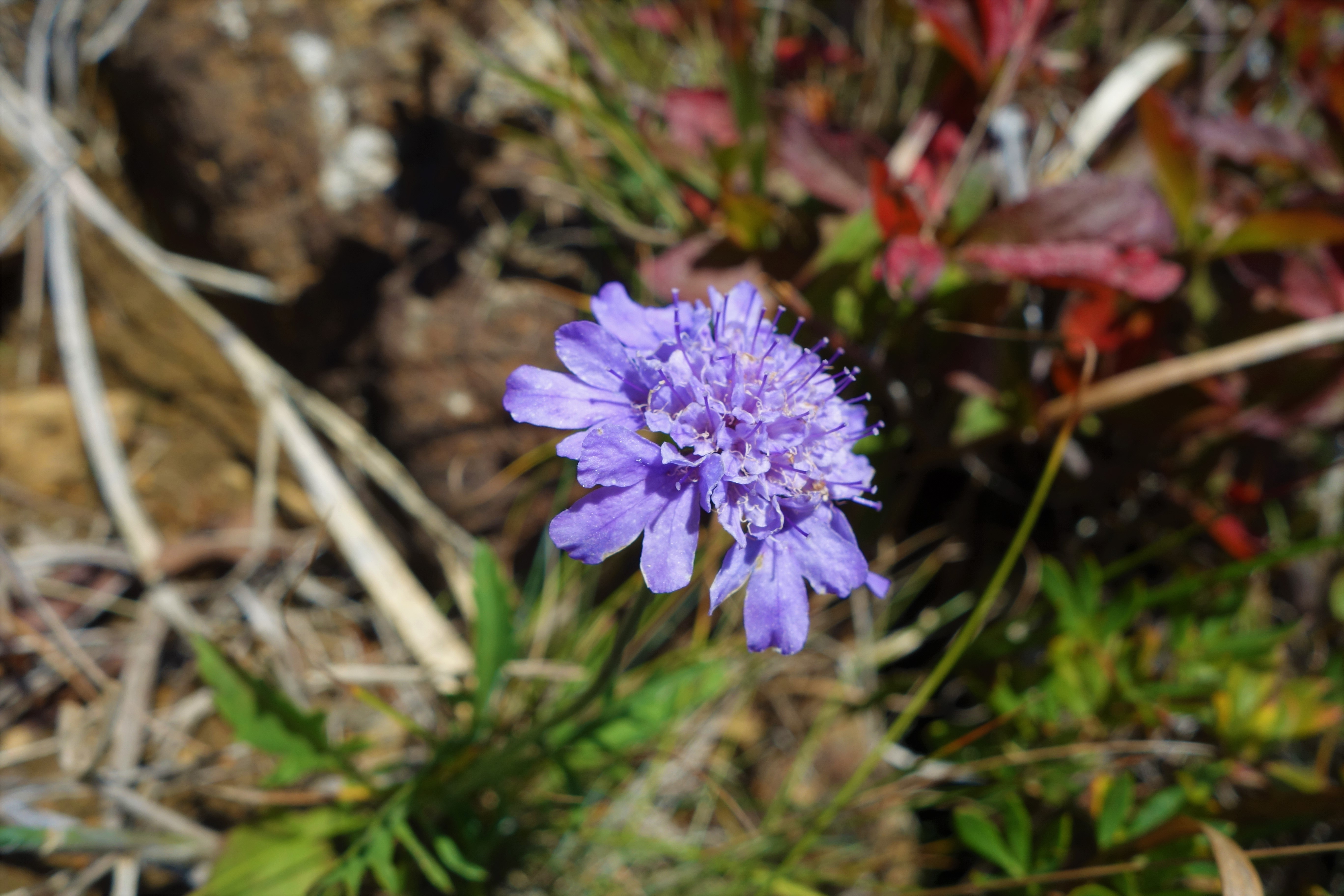
エゾマツムシソウ
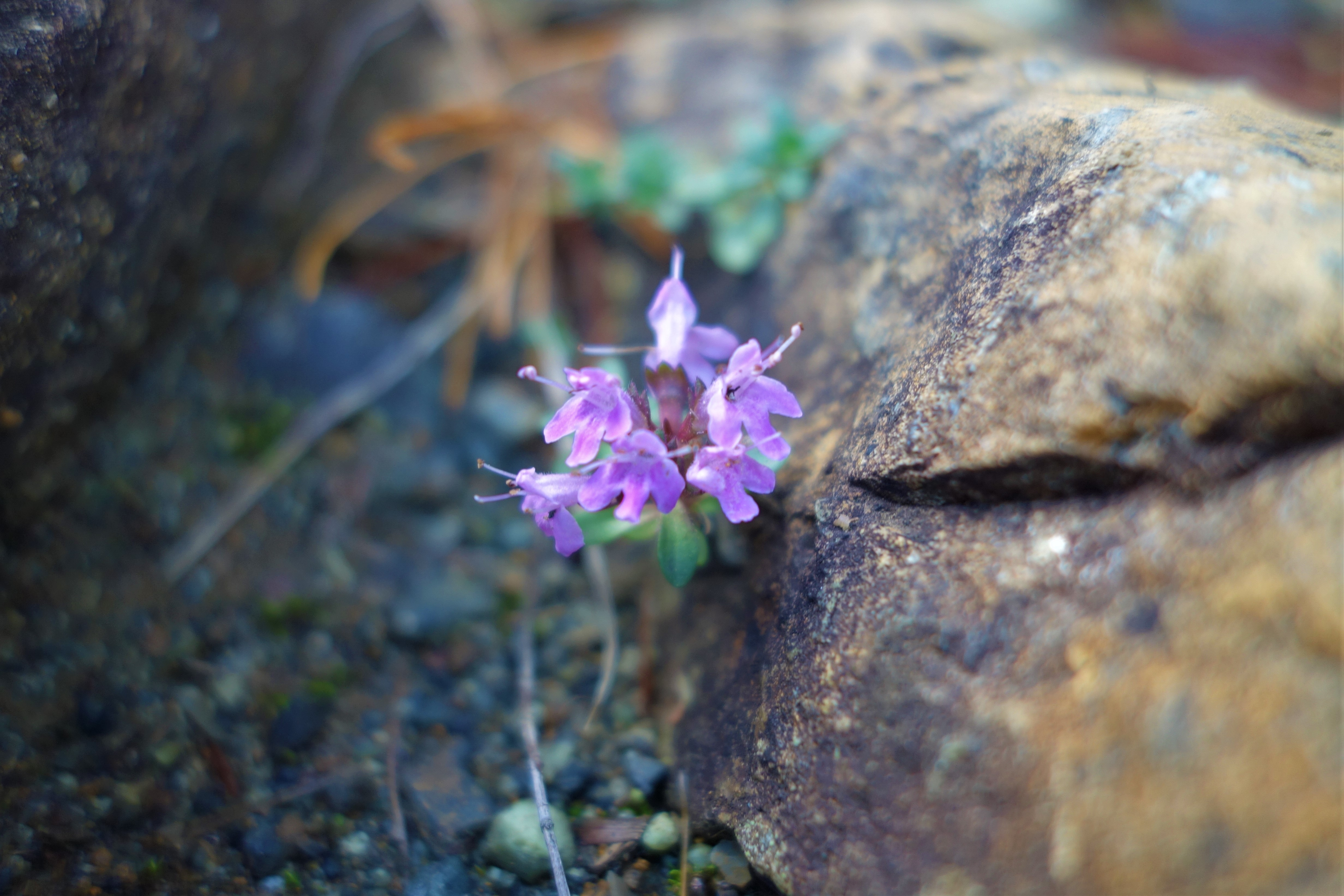
イブキジャコウソウ
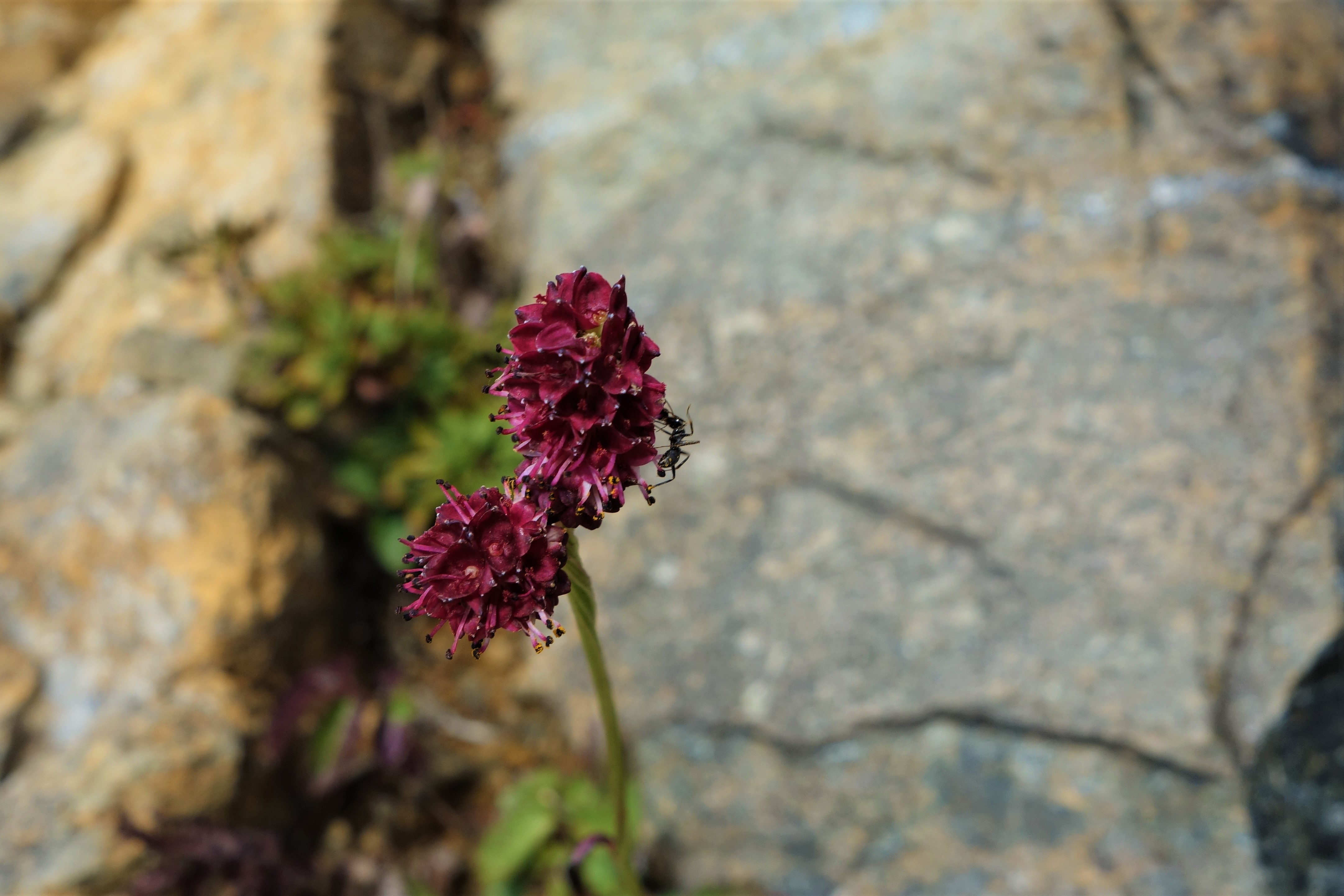
ナガボノアカワレモコウ
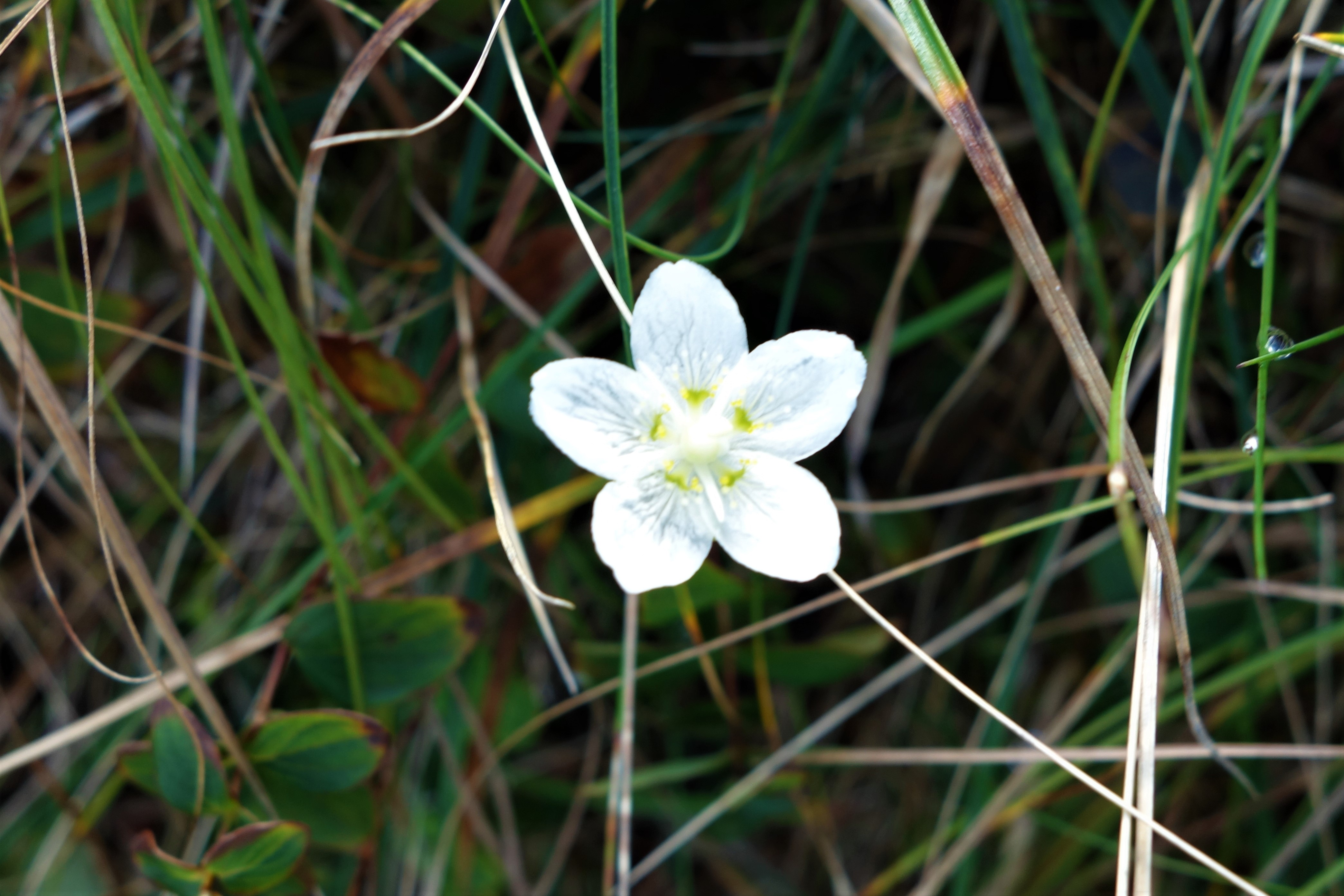
ウメバチソウ
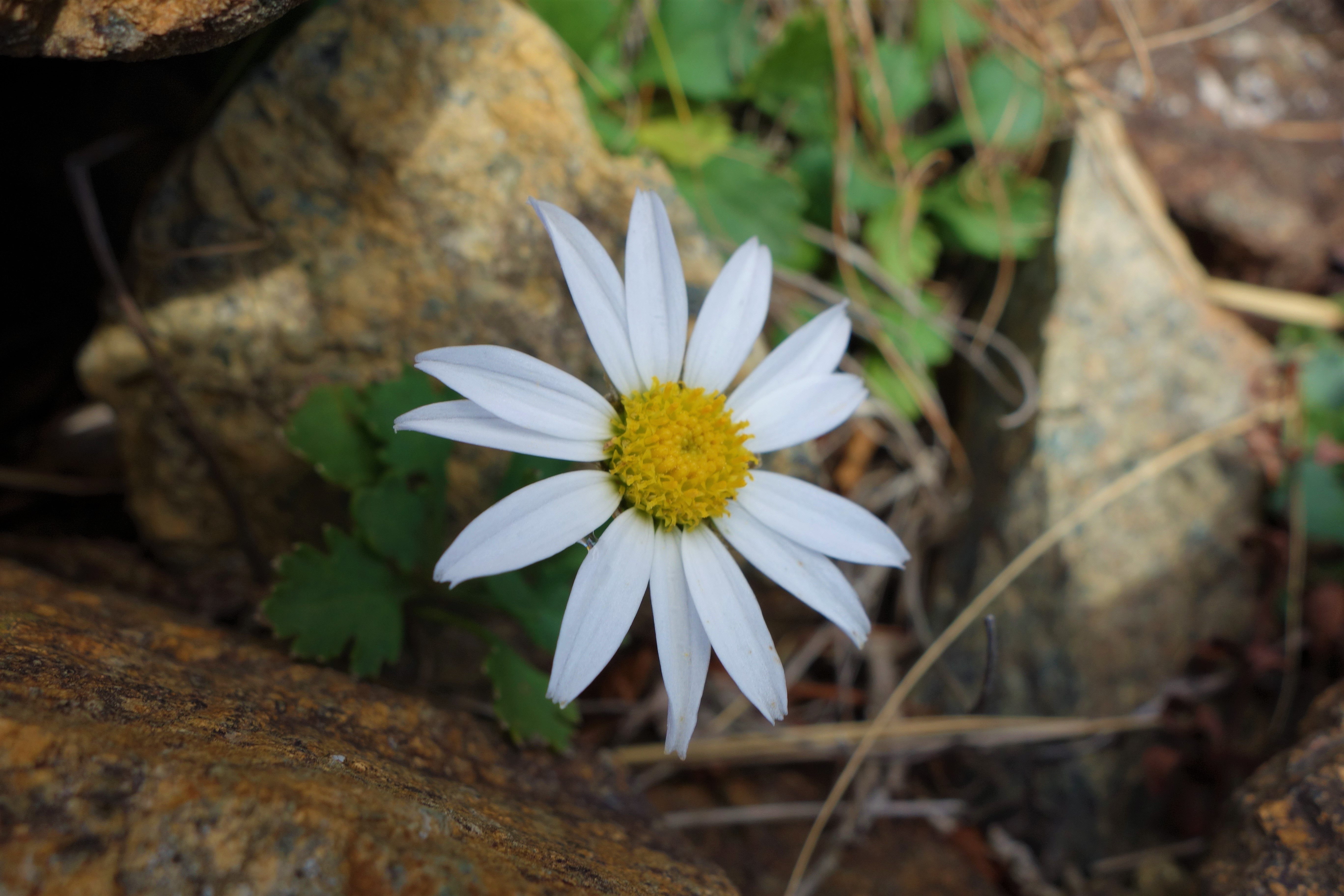
コハマギク
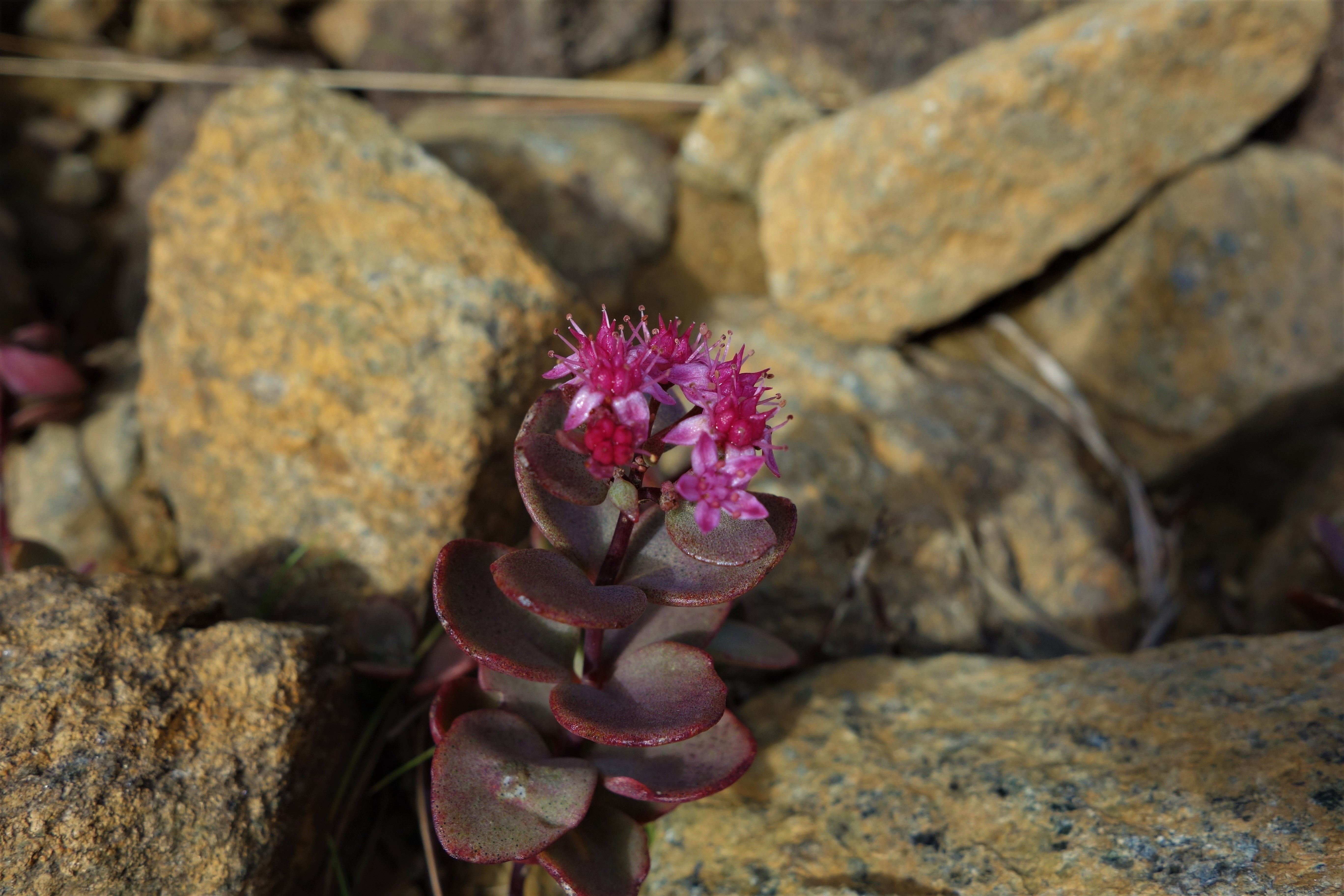
ヒダカミセバヤ

## 山名の由来

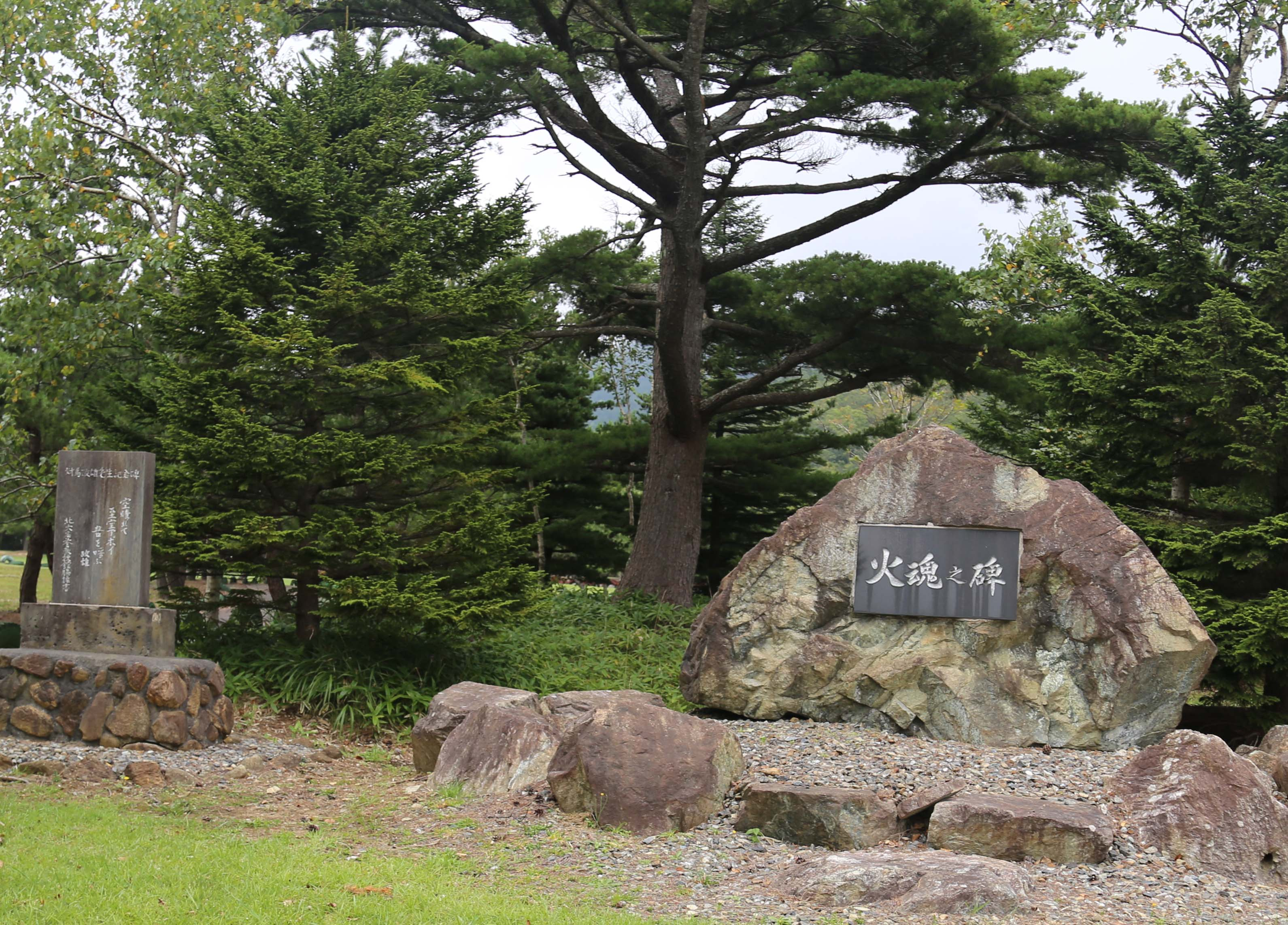
アポイ岳の火魂之碑と対馬政雄先生記念碑

地名の由来はアイヌ語の「アペオイ」（ape-o-i, 火・ある・ところ）とされるが、古くに語義が忘れられており、定かではない。かつてシカの豊猟を願ってアポイ岳に祭壇を設け、火を焚いて儀式を執り行ったところ、その後シカが多く獲れるようになったという伝説がある。

## アポイ岳ジオパーク
アポイ岳を含む様似町域は、アポイ岳ジオパークに含まれる。2008年（平成20年）12月に日本ジオパークとして認定され、その後の2015年（平成27年）9月には世界ジオパークとしても認定された。同年11月には世界ジオパークが国際連合教育科学文化機関（ユネスコ）の正式事業となった。
2013年4月13日にはアポイ岳ジオパークビジターセンターが開館した。

## 近隣の山
- 吉田岳 (794 m)
- ピンネシリ (958.2 m)
- 楽古岳 (1,471.9 m)
- 豊似岳 (1,105 m)